# Peter Wildoer
Peter Wildoer (n. 5 septembrie 1974, Helsingborg, Suedia) este un profesor de percuție suedez la școala Mega Musik Gymnasieskola din Helsingborg, Suedia, și baterist în trupele Darkane și reînființata Pestilence. De asemenea, a fost bateristul formațiilor Armageddon, Arch Enemy, Majestic, Soilwork și Time Requiem, printre altele.

### Începuturi
Peter Wildoer s-a născut în Suedia în septembrie 1974.  La vârsta de patru ani a primit cadou de Crăciun primul său set de tobe de jucărie, iar patru ani mai târziu primele tobe adevărate. La 9 ani a început să studieze flautul la "Kommunala musikskolan", Școala Municipală de Muzică, acolo unde a învățat să citească notele muzicale.  După un an, Peter Wildoer a abandonat studiul flautului și a decis în schimb să ia lecții de tobe. În 1986 s-a alăturat unei formații de jazz în care a rămas timp de opt ani.  La vârsta de 14 ani Peter a înființat prima sa trupă de rock, intitulată "Dammer", care și-a schimbat mai târziu numele în "Zaninez."  În 1989 Christopher Malmström s-a alăturat trupei Zaninez, iar el și Peter au devenit prieteni.  Din această prietenie s-a născut ulterior proiectul intitulat "Darkane".

### Cariera muzicală
Peter a avut o revelație în 1990, când a ascultat primul album solo al lui Dave Weckl, intitulat "Master Plan". De asemenea, un mare impact asupra lui a fost interpretarea lui Sein Reinert pe albumul Human al trupei Death. 
De la începutul anilor '90 Peter a manifestat un interes crescut pentru stilul jazz/fusion. În 1993 el l-a ascultat pe Trilok Gurtu cântând în cadrul trioului John McLaughlin și a fost uimit de mixajul de tobe și percuție. Trilok Gurtu rămâne și în ziua de astăzi una din marile influențe ale lui Peter Wildoer. În cursul aceluiași an Peter s-a alăturat unui ansamblu de percuție în care a cântat la diverse instrumente, precum conga, djembe sau darbouka. În primele cinci luni ale lui 1996 el a luat și lecții de tabla. Aproximativ în această perioadă a fost elev al unei școli de afro/jazz/fusion, învățând să improvizeze. De atunci a participat la două producții musical, cântând la baterie.
Peter a înregistrat compoziții și a cântat în numeroase trupe, în special din aria metal. Primul CD pe care a apărut se intitulează "Delusions" și a fost înregistrat în 1993 în Germania, cu trupa Agretator. Peter e unul din membrii fondatori ai Agretator, înființată în 1990 sub numele "Demise". Agretator, din care făcea parte și Christofer Malmström, a funcționat șapte ani.
În 1997 Peter a intrat în studio pentru înregistrarea albumului "Crossing the Rubicon" al trupei Armageddon, al cărei component era și Christopher Amott de la Arch Enemy. În cursul aceluiași an lui Peter i s-a propus să-i însoțească pe Arch Enemy într-un mic turneu european și în primul lor turneu în Japonia, unde au ținut trei concerte. Bateria lui Peter se pot auzi și pe al doilea album Arch Enemy, intitulat Stigmata. În 1998 Peter a înființat împreună cu Christofer Malmström trupa Darkane, alături de care a înregistrat patru albume bine primite de critică. În 2001 a fost votat pe poziția 28 în topul celor mai populari bateriști, top alcătuit de revista hard-rock japoneză Burrn!. Peter a cântat în total de patru ori în Japonia: prima dată cu Arch Enemy, a doua oară cu Majestic, a treia oară cu Time Requiem și ultima dată cu Darkane.
În 2001 Peter a participat la proiectul cartoon/fusion/jazz/metal intitulat Electrocution-250. Din proiect mai făceau parte clăparul suedez Lalle Larsson și chitaristul american Todd Duane. Peter mai înregistrase cu Lalle și în 1997, pentru piesa muzicală "Seven deadly sins", interpretată live pentru prima dată în octombrie 2002. Un DVD cu acest concert tocmai a fost lansat.
În 2006 Peter a apărut pe albumul solo de debut al chitaristului Carl Johan Grimmark de la Narnia, ca și pe albumul instrumental al vechiului său prieten, chitaristul Stefan Rosqvist.
În 2007 Peter și colegul său din Darkane, chitaristul Klas Ideberg, au decis să deschidă și pentru alte formații porțile studioului de înregistrări al trupei Darkane, "Not Quite Studio". Soilwork este prima trupă care a efectuat în acest studio înregistrările și mixajele noului lor album.

## Albume favorite
Într-un interviu, Peter Wildoer a numit primele trei albume preferate pe care a cântat. Acestea sunt:
- Darkane – "Rusted Angel"
- Electrocution-250 – "Electric Cartoon Music from Hell"
- Lalle Larsson - "Seven Deadly Pieces" (DVD)

## Discografie
Peter Wildoer are o discografie bogată, cu numeroase colaborări:
- Agretator - "Delusions" (1993) -  DA-Music
- Agretator - "Kompakt" (1994) -  Kraft Studiefrämjandet
- Agretator - "Distorted Logic" (1996) - Nu a fost distibuit niciodată[3]
- Armageddon - "Crossing The Rubicon" (1997) - Wrong Again Records
- Arch Enemy - Stigmata (1998) - Century Media Records
- Darkane - "Rusted Angel" (1998) - War Records; (1999) - Relapse Records
- Majestic - "Trinity Overture" (2000) - Massacre Records
- Darkane - "Insanity" (2001) - Nuclear Blast Records
- Various Artists - "A Tribute To Accept II" (2001) - Nuclear Blast Records
- Silver Seraph - "Silver Seraph" (2001) - Regain Records
- Various Artists - "The Alchemists" (2002) - Liquid Note Records
- Darkane - "Expanding Senses" (2002) - Nuclear Blast Records
- Various Artists - "A Tribute To The Beast" (2002) - Nuclear Blast Records
- Time Requiem - "Time Requiem" (2002) - Regain Records
- Electrocution 250 - "Electric Cartoon Music From Hell" (2003) - Liquid Note Records
- Time Requiem - "Unleashed In Japan" live (2004) - Regain Records
- Darkane - "Layers of Lies" (2005) - Nuclear Blast Records
- Non-Human Level - "Non-Human Level" (2005) - Listenable Records; (2006) în Japonia și America de Nord
- Rusty Flores - "Rusty Flores" (2006) - A West Side Fabrication
- Various Artists - "The Alchemists II" (2007) - Liquid Note Records
- Rusty Flores - "New leaf vs. Violent White" (2007) - A West Side Fabrication
- Grimmark - "Grimmark" (2007) - Rivel Records
- The Stefan Rosqvist Band - "Guitar Diaries" (2008) - Liquid Note Records
- Lalle Larsson - "Seven Deadly Pieces" DVD (2008)